# Jacobus Vaet
Jacobus Vaet (ur. 1529 lub 1530 lub w Kortrijk lub Harelbeke, zm. 8 stycznia 1567 w Wiedniu) – flamandzki kompozytor.

## Życiorys
Od 1543 roku był chórzystą w kościele NMP w Kortrijk. W 1547 roku wstąpił na uniwersytet w Leuven. Od 1550 roku był śpiewakiem w kapeli cesarskiej Karola V. W 1554 roku przeszedł na służbę u jego bratanka Maksymiliana, początkowo w Pradze, a po cesarskiej koronacji w 1564 roku w Wiedniu. Do grona jego uczniów zaliczał się Jacob Regnart.
Opublikował zbiory motetów Modulationes liber I na 5 głosów (Wenecja 1562), Modulationes liber II na 5–6 głosów (Wenecja 1562) i Qui operatus est Petro na 6 głosów (Wenecja 1560), inne motety jego autorstwa zachowały się we współczesnych drukach zbiorowych. Motet Vaeta Romulidum invicti został napisany na uroczystość zaślubin Katarzyny Habsburżanki z królem polskim Zygmuntem Augustem w 1553 roku. Był też autorem kilku mszy, magnifikatów, Salve Regina i hymnów. Spośród mszy wszystkie należą do gatunku missa parodia, oparte zostały na utworach Jeana Moutona, Cypriana de Rore, Jacoba Clemensa non Papa i Orlanda di Lasso.
Stosował polifonię ze swobodnymi imitacjami, nawiązującą do stylu Nicolasa Gomberta. O twórczości Vaeta z uznaniem wypowiadali się Hermann Finck, Ludovico Zacconi i Pietro Cerone, a jego kompozycje zachowały się w licznych drukach zbiorczych z epoki.
Utwory Vaeta wydał Milton Steinhardt w ramach „Denkmaler der Tonkunst in Österreich”, t. XCVIII (1961), C (1962), CIII–CIV (1963), CVIII–CIX (1964), CXIII–CXIV (1965), CXVI (1967) i CXVIII (1968).